# Thaicom–1
Thaicom–1 az első thaiföldi kommunikációs műhold.

## Jellemzői
Feladata polgári távközlési szolgáltatások végzése, Japántól Szingapúrig biztosította a lefedettséget.

## Küldetés
Gyártotta a Hughes Space Aircraft, üzemeltette a Shinawatra Computer and Communications Co. Ltd. Működtette a thai Közlekedési és Hírközlési Minisztérium cége, a Shinawatra Műholdas Plc . Corporation.
Társműholdja a DirecTV–1 (Direct Television broadcasting) (amerikai).
Megnevezései: Thaicom 1A; COSPAR: 1993-078B; SATCAT kódja: 22931.
1993. december 18-án a Guyana Űrközpontból ELA2 (LC–Launch Complex) jelű indítóállványról egy Ariane–4 (Ariane-44L H10+) hordozórakétával állították közepes magasságú Föld körüli pályára (MEO, Medium Earth Orbit). Az orbitális pályája 1378,17 perces, 0.43° hajlásszögű, geostacionárius pálya perigeuma 33 928 kilométer, az apogeuma 35 362 kilométer volt.
1991 októberében kezdték fejleszteni az ország első, kifejezetten kommunikációs műholdas rendszerét. A két műhold  (Thaicom–1, Thaicom–2) a Hughes HS–376L alapra épült. Szolgálati idejér 13,5 évre tervezték. Induló tömege 1080, műszertömege 629 kilogramm. Formája henger, hossza 2,8 (nyitott állapotban 6,7 méter), átmérője 2,16 méter. Az űreszköz felületét szilícium napelemek borították (700 W), éjszakai (földárnyék) energia ellátását újratölthető nikkel–hidrogén akkumulátorok biztosították. 10 (+2 tartalék) C-sávon és 2 (+1) Ku -sávon működve, telemetriai egységeivel és a telepített antennákkal segítette a vétel (tömörítés adás szolgálatát. Hajtóanyagával (hidrazin) és gázfúvókáival segítette a stabilitást, illetve a pályaelemek tartását.
1997-ben átkeresztelték Thaicom–1A-nak.
1999. július 12-én bébe adták Észak-Korea részére.